# 金田实业
金田实业（集团）股份有限公司（老三板：400016/420016，简称：金田A5/金田B5；深交所除牌前：000003/200003，简称：PT金田A/PT金田B），曾用名“深圳市金田实业股份有限公司”，是中国广东省深圳市的一间曾在深圳证券交易所上市交易的公司。公司总股本3.33亿股（2005年度），总部位于中国深圳市和平路1199号金田大厦23楼-26楼，现任董事长为马钟鸿，总经理为马钟鸿。

## 历史沿革
深圳市金田实业股份有限公司成立于1988年2月8日，其前身为成立于1982年的深圳市纺织工业供销公司，1989年经批准公开发售A股，1991年7月3日在深圳证券交易所上市，上市首日收盘于7.1元。1993年5月，发行B股并在深圳证券交易所上市。1994年12月2日公司更名为金田实业(集团)股份有限公司。2000年5月9日因最近两个会计年度的审计结果显示的净利润均为负值，且最近一个会计年度每股净资产低于股票面值，公司股票被ST处理。2001年5月9日因最近三年连续亏损，公司股票被暂停上市。2001年5月11日公司被取消ST，实施PT。2002年6月14日公司的恢复上市申请未被深交所接受，公司股票退市转入三板。

## 公司业绩
- 1991年度，营业额：4.69亿、纯利：0.28亿、分红：每10股送2.5股
- 1992年度，营业额：7.88亿、纯利：0.52亿、分红：每10股送8股派0.1元(含税)
- 1993年度，营业额：10.54亿、纯利：1.17亿、分红：每10股送4股派1元(含税)
- 1994年度，营业额：10.72亿、纯利：1.3亿、分红：每10股送2股派1元(含税)
- 1995年度，营业额：9.01亿、纯利：0.45亿、分红：每10股送2股
- 1996年度，营业额：6.7亿、亏损：0.27亿、分红：不分配
- 1997年度，营业额：5.26亿、纯利：0.34亿、分红：不分配
- 1998年度，营业额：5.24亿、亏损：2.73亿、分红：不分配
- 1999年度，营业额：4.8亿、亏损：1.82亿、分红：不分配
- 2000年度，营业额：4.65亿、亏损：6.05亿、分红：不分配
- 2001年度，营业额：0.37亿、纯利：0.12亿、分红：不分配
- 2002年度，营业额：0.21亿、亏损：2.44亿、分红：不分配
- 2003年度，营业额：0.26亿、亏损：2.72亿、分红：不分配
- 2004年度，营业额：0.24亿、亏损：0.64亿、分红：不分配
- 2005年度，营业额：0.19亿、亏损：0.72亿、分红：不分配